# Rabacja galicyjska

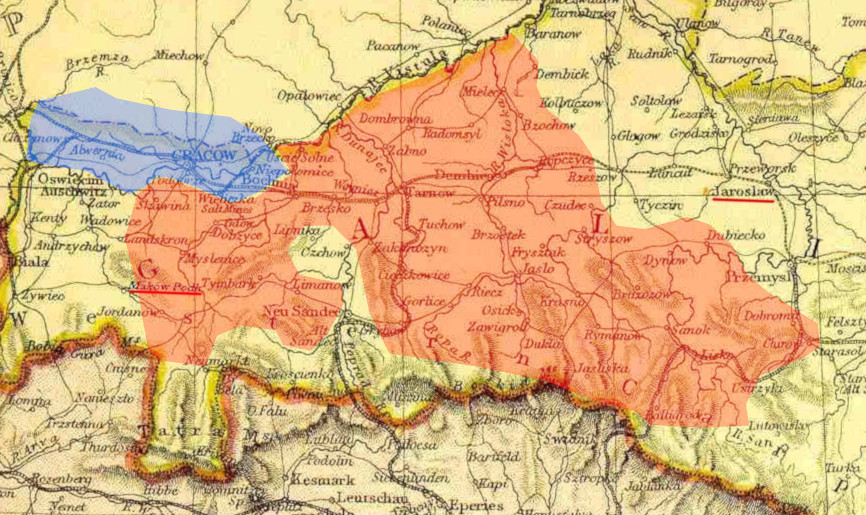
Obszar Galicji objęty powstaniem chłopskim (czerwony) w odniesieniu do powstania krakowskiego (niebieski)

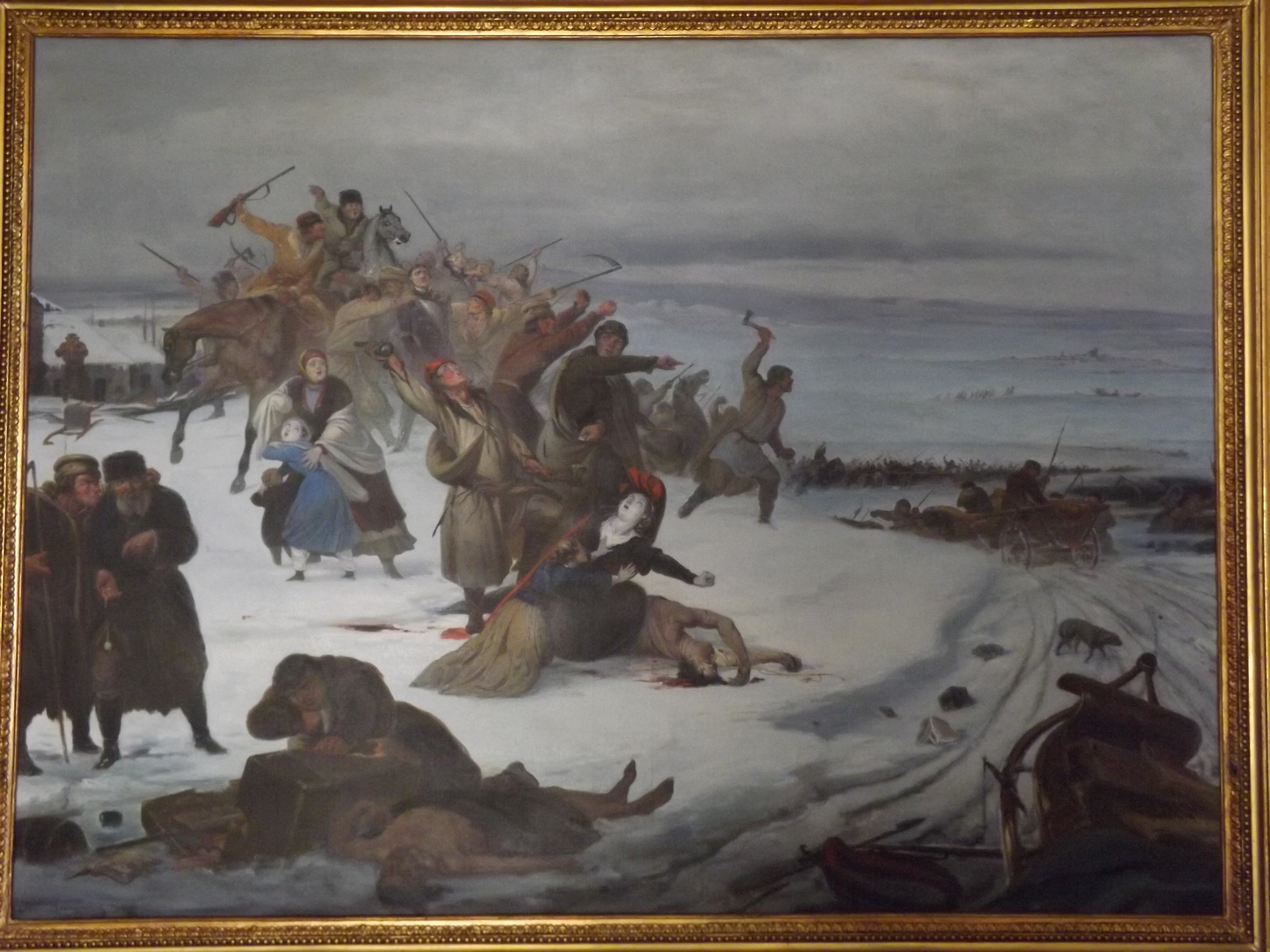
Rabacja chłopska 1846. Obraz pędzla Jana Lorentowicza (1851). Muzeum w Dołędze.

Rabacja galicyjska, rzeź galicyjska, także rzeź tarnowska, rabacja chłopska (niem. Galizischer Bauernaufstand) – powstanie chłopskie na terenach zachodniej Galicji w drugiej połowie lutego i marcu 1846 roku, mające charakter antyszlachecki i antypańszczyźniany. W swojej pierwszej fazie charakteryzowało się napadami na dwory oraz pogromami ludności ziemiańskiej, urzędników dworskich i rządowych. Najbardziej znanym przywódcą chłopskich oddziałów był Jakub Szela.

## Przyczyny
W XIX wieku stosunki pomiędzy szlachtą a poddanymi ulegały narastającemu napięciu (co szczególnie uwidoczniło się w Galicji) z powodu bezwzględnego egzekwowania powinności feudalnych, przede wszystkim pańszczyzny. Pomimo że obowiązujące prawo nie zezwalało już szlachcie na bicie chłopa, a jedynie na jego uwięzienie, szlachta nie zwracała na to uwagi i często chłosta kończyła się nawet śmiercią poddanego, a skutki kary zależały jedynie od siły i sadyzmu bijącego (np. ekonoma). Podobnego traktowania ze strony szlachty doznał także Jakub Szela. Po uwięzieniu w kajdanach w końcu grudnia został zaprowadzony na nabożeństwo do kościoła. Stanie na mrozie przed świątynią zakończyło się groźnymi odmrożeniami. Chłopi zmuszani byli do odrabiania pańszczyzny na gruntach dominikalnych, sięgającej 3 dni w tygodniu. Ponadto podlegali pod jurysdykcję pańską w większości spraw, a jedynie w najcięższych mogli odwoływać się do sądów państwowych. Ciążyło też na nich wiele powinności i ograniczeń, m.in. wciąż istniejące bariery uniemożliwiające opuszczenie wsi.
Wśród wielu rewolucjonistów, przygotowujących się do ogólnonarodowego powstania, istniała świadomość konieczności wciągnięcia chłopów do wysiłku zbrojnego. Zniesienie poddaństwa miało stać się kluczowe w tym procesie. Od 1845 roku wśród chłopów działali Julian Goslar i Edward Dembowski. W 1843 Stany Galicyjskie odrzuciły program zniesienia poddaństwa w prowincji. Mimo dość ograniczonych postulatów chłopi musieli sami wykupić swoją ziemię, sejm uchwalił jedynie powołanie komisji zmierzającej do zbadania problematyki chłopskiej. Pomysł ten jednak nie spotkał się z dobrym przyjęciem w Wiedniu.
Etnolog Michał Rauszer jest zdania, że w świecie wyobrażeń galicyjskich chłopów szczególne miejsce zajmował mit dobrego cesarza, jednoznacznie identyfikowany jako opiekun pochylający się nad krzywdą chłopską. Pamięć o cesarzowej Marii Teresie i jej synu Józefie II Habsburgu była żywa na długo po zakończeniu ich panowania. Po reformach korzystnych dla chłopów, w tym ograniczeniu pańszczyzny do 3 dni w tygodniu Józef II stał się dla nich dobrym cesarzem.
Część włościan, widząc trwające przygotowania do zbrojnego wystąpienia, którego cele nie były dla nich jasne, uważała że szlachta planuje przeciwko chłopom akcję zbrojną, której celem ma być ich wybicie. Zdaniem części historyków był to efekt celowo rozpuszczanych przez Austriaków pogłosek, mających doprowadzić do rozdźwięku w polskim społeczeństwie i tym samym zapobiec wybuchowi ewentualnego powstania przeciwko władzy austriackiej. Wykorzystując niezadowolenie chłopów, Austriacy mieli pchnąć ich do mordów oraz plądrowania szlacheckich dworów. Za głównego inspiratora uważany jest starosta tarnowski Joseph Breinl von Wallerstern.

Zastąpienie prawa polskiego austriackim doprowadziło w Galicji do ograniczenia przywilejów szlachty i pewnej poprawy położenia chłopów. Słabość miast galicyjskich sprawiła, że to nie mieszczaństwo, które nie reprezentowało poważniejszej siły społecznej, ale rodząca się inteligencja stała się przeciwwagą dla elity arystokratyczno-ziemiańskiej. Ingerencja urzędników cesarskich w stosunki między właścicielem a chłopem miała nie tyle poprawić dolę włościan, ile zwiększyć dochody skarbu państwa przez sprawniejsze ściąganie podatków. Chłopi, którzy byli do tej pory wykorzystywani i oszukiwani przez szlachtę, w cesarskich urzędnikach, zawsze chętnie wysłuchujących ich skarg, zaczęli upatrywać prawdziwych obrońców. Przychodzące na wieś za pośrednictwem urzędników cesarskie rozporządzenia przekonywały, że najjaśniejszy pan pamięta o swych chłopskich poddanych. Chłopi rozumieli także, że na świecie jest ktoś ważniejszy niż właściciel wsi.

## Przebieg
Rabacja galicyjska rozpoczęła się 19 lutego, choć do pierwszych napadów na dwory doszło już 18 lutego. Zbrojne gromady chłopów zrabowały i zniszczyły w ciągu kilku dni w drugiej połowie lutego 1846 roku ponad 500 dworów w cyrkułach: tarnowskim (tu zagładzie uległo ponad 90% dworów), bocheńskim, sądeckim, wielickim, jasielskim. Chłopi oblegali również miasta, np. Limanową i Grybów. Zamordowano, często w bardzo okrutny sposób (stąd określanie tych wydarzeń terminem rzeź) od ponad 1200 do 3000 osób, niemal wyłącznie ziemian, urzędników dworskich i rządowych. Bandy atakowały także mniejsze oddziały powstańcze zmierzające do Krakowa. W okolicach Jasła buntowi chłopskiemu przeciwko właścicielom rodzinnej wsi Smarzowy – Boguszom, przewodził Jakub Szela, który wkrótce miał objąć kontrolę nad większym terytorium. Szereg posiadłości pomiędzy Bogoniowicami a Grybowem rozgrabiły oddziały Antoniego Korygi. Jak ustalił i podkreślał prof. Stefan Kieniewicz, mimo skali wydarzeń, ani jeden Żyd nie padł ofiarą [powstańców]. Nie atakowano również Niemców. Nieliczną część ofiar stanowili księża, którzy choć nie cieszyli się posłuchem ze strony chłopstwa, to byli potrzebni jednak dla utrzymania kultu kościelnego.
Gdy powstanie krakowskie zostało stłumione i chłopi przestali być potrzebni Austriakom, wojsko przywróciło spokój. Jakub Szela został internowany, a następnie przesiedlony na Bukowinę. Bardzo szybko w Galicji zapanował spokój, jednak długo jeszcze pamiętano o rabacji galicyjskiej, która swoim zasięgiem objęła przede wszystkim Tarnowskie, Sanockie, Nowosądeckie i część Jasielskiego. Krwawe wystąpienia chłopskie miały miejsce przede wszystkim na tym obszarze, gdzie rozwinął się masowy ruch trzeźwości, propagowany przez Kościół katolicki, który w ciągu roku przyniósł spadek spożycia alkoholu do kilku procent wielkości wcześniejszej. Prawdopodobnie brak możliwości utopienia chłopskich krzywd w alkoholu stał się przyczyną nasilenia drastyczności buntu.  

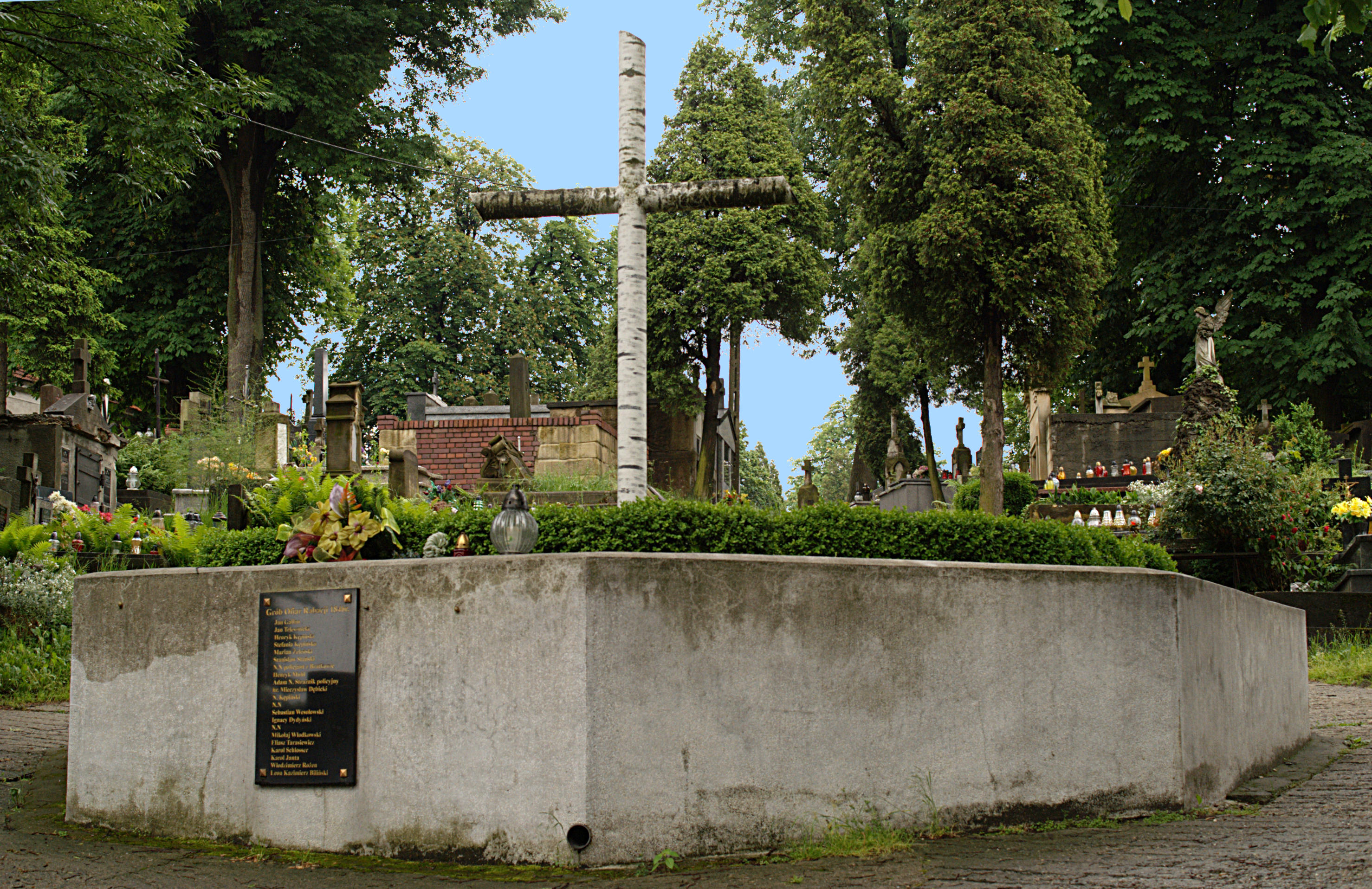
Grób Ofiar Rabacji 1846 r. w Bochni

Ofiary powstania chłopskiego spoczywają głównie na cmentarzu komunalnym przy ul. Orackiej w Bochni, w Rozdziele i na Starym Cmentarzu w Tarnowie. Część ofiar z okolic Tarnowa została pochowana w masowych grobach poza miastem, w miejscu, gdzie  później powstał Stary Cmentarz w Tarnowie. 29 lipca 1998 na ich mogile postawiono pomnik według projektu Jana Mazura z Warszawy.

## Skutki
Rewolta chłopska zadała poważny cios panującemu systemowi feudalnemu w Galicji. Nawet konserwatyści uznali, że dalsze utrzymywanie pańszczyzny staje się niebezpieczne dla ziemian i szlachty.  Chłopski bunt miał znaczny wpływ na przyspieszenie uwłaszczenia chłopów w Galicji. Pośrednio wpłynął także na upadek rządów Metternicha. Przyczynił się także do wydania ukazu carskiego w 1846 roku dotyczącego chłopów w Królestwie Polskim, na mocy którego zniesiono tzw. daremszczyzny. Ukaz ten zabraniał również rugowania chłopów z gospodarstw rolnych o powierzchni ponad 3 mórg ziemi.  Rabacja wywarła także wpływ na wzrost lojalizmu środowiska Stańczyków wobec Habsburgów. Nie pozostała także bez wpływu na Aleksandra Wielopolskiego, wzmacniając u niego pogląd, że budowa przyszłości Polski opierać się musi na Rosji.

## Rabacja galicyjska w literaturze
Tematykę rabacji galicyjskiej poruszył w dramacie Wesele Stanisław Wyspiański. Okazuje się, że na samym początku XX wieku pamięć o rabacji galicyjskiej wśród części społeczeństwa była wciąż żywa. Wyspiański pokazuje w swoim utworze, że niemożliwa jest współpraca chłopów ze szlachtą, dopóki nie zostanie wyjaśniona sprawa krwawych zapustów. Chłopi nie kryją, że coś podobnego mogłoby się powtórzyć, tym bardziej, iż są jeszcze tacy, którzy rabację pamiętają (Dziad). Szlachta natomiast udaje, że o rabacji zapomniała, ale tak naprawdę wciąż tkwi ona w ich pamięci. Pan Młody, ludoman, mówi: Myśmy wszystko zapomnieli... Mego dziadka piłą rżnęli.
Bruno Jasieński stworzył poemat „Słowo o Jakubie Szeli”. Opisuje w nim rabację z punktu widzenia jej przywódcy, z którym utożsamia się, łącząc koncepcje futurystyczne z charakterem pieśni i poezji ludowej.
Baśń o wężowym sercu albo wtóre słowo o Jakóbie Szeli autorstwa Radka Raka otrzymała Nagrodę Literacką „Nike” w 2020 roku. 